# Villa Knüppel

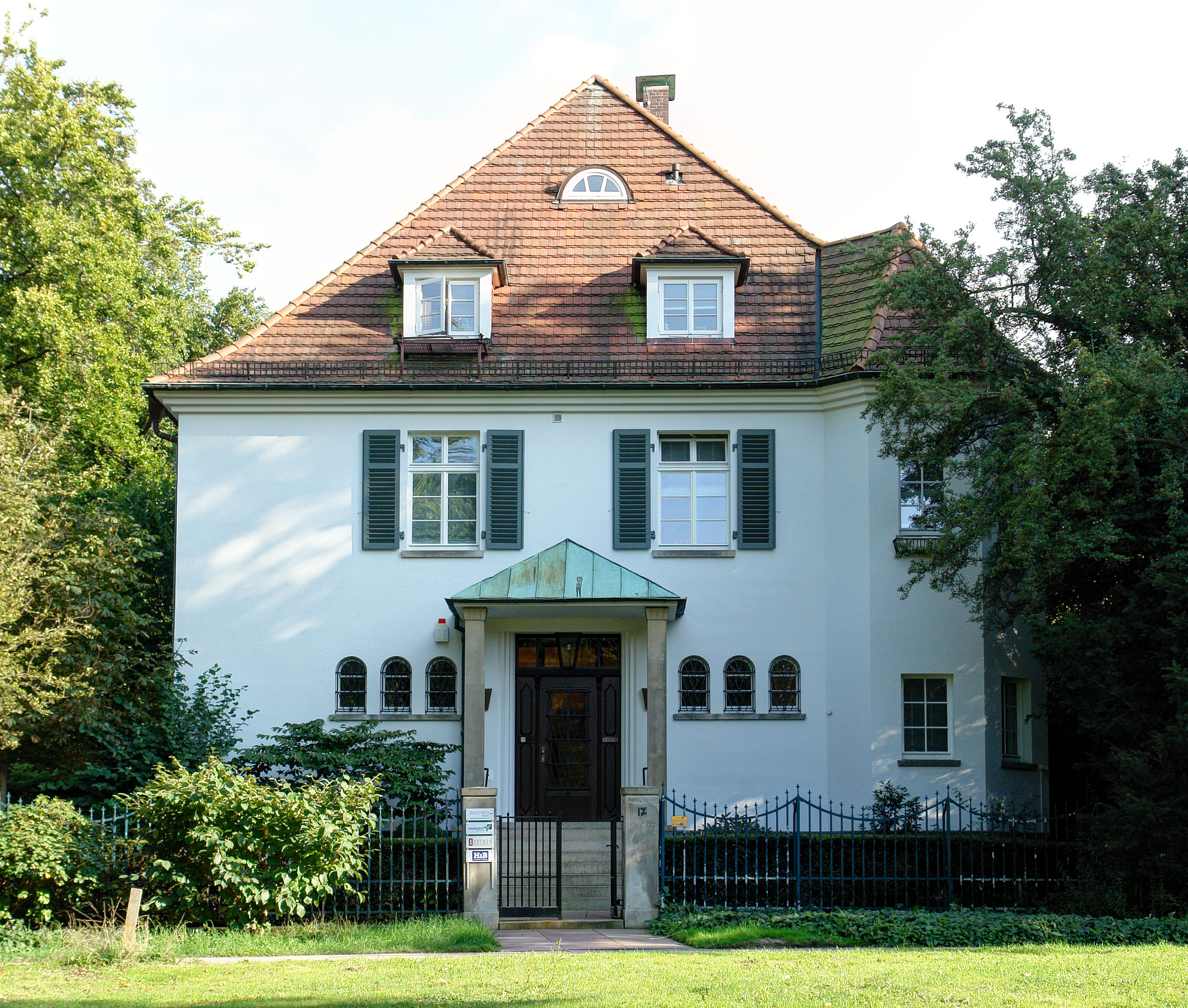
Villa Knüppel

Die Villa Knüppel befindet sich in Bremen-Schwachhausen, Ortsteil Barkhof, Blumenthalstraße 17 und steht unter Denkmalschutz.
Die dreigeschossige Stadtvilla wurde in der Zwischenkriegs-Epoche 1926 nach Plänen von Carl Eeg und Eduard Runge für den Kaufmann Friedrich Albert Knüppel als Bauwerk im konservativen Stil der 1920er Jahre gebaut. Das Gebäude wird definiert durch einen zweigeschossigen Putzbau mit einem Souterraingeschoss, einem ebenfalls zweigeschossigen runden Türmchen an der rechten Frontseite sowie einem Kupfervordach im Haupteingangsbereich. Zum Ende des 20. Jahrhunderts wurde das Haus aufgeteilt und die Poolanlage im hinteren Gartenteil durch Parkplätze ersetzt. Im ersten Geschoss befinden sich noch heute Büros für Logistikunternehmen und Dienstleister, die übrige Fläche ist privater Wohnraum.

## Denkmalschutz
Das Gebäude wurde 1991 als Bremer Kulturdenkmal unter Denkmalschutz gestellt.

## Eeg und Runge
Von Eeg, oft in Zusammenarbeit mit Eduard Runge, sind in Bremen weitere bedeutende Bauten erhalten, von denen viele unter Denkmalschutz stehen. Darunter befinden sich das Mausoleum Erdmann-Jesnitzer (1906) für den Bremer Theaterdirektor Friedrich Erdmann und diverse Grab- und Ehrenmäler wie Schütte (1911), Achelis (1915) auf dem Riensberger Friedhof, sein eigenes Wohnhaus Haus Eeg (1908) und weitere Wohnhäuser in der Hagenauer Straße in Schwachhausen und die Villa Biermann, auch bekannt als Kippenberg-Gymnasium (1911), Schwachhauser Heerstraße 64, ebenfalls in Schwachhausen.